# Hermanas de la Sagrada Familia de Villefranche
La Congregación de la Sagrada Familia de Villefranche (oficialmente en latín: Congregatio Sororum Sacræ Familiæ (Franciopolis)) es un instituto religioso católico femenino, de vida apostólica y de derecho pontificio, fundado en 1816 por la religiosa francesa Emilia de Rodat en Villefranche-de-Rouergue. A las religiosas de este instituto se les conoce como Hermanas de la Sagrada Familia y posponen a sus nombres las siglas S.F.

## Historia

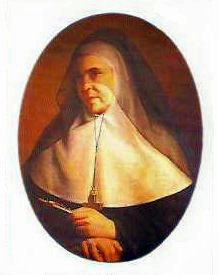
Emilia de Rodat (1787-1852), fundadora de la congregación, es venerada como santa en la Iglesia católica.

La congregación fue fundada por Emilia de Rodat el 3 de mayo de 1816, en Villefranche-de-Rouergue (Francia), con el apoyo del vicario general de la diócesis de Rodez, Antoine Marty, con el fin de dedicarse a los huérfanos.
La obra de Rodat fue aprobada como congregación religiosa de derecho diocesano por Pierre Giraud, obispo de Rodez. El instituto fue elevado a la categoría de congregación pontificia por el papa Pío IX, mediante decretum laudis del 25 de mayo de 1859.

## Organización
La Congregación de Hermanas de la Sagrada Familia de Villefranche es un instituto religioso de derecho pontificio y centralizado, cuyo gobierno es ejercido por una superiora general. La sede central se encuentra en Villefranche-de-Rouergue (Francia).
Las hermanas de la Sagrada Familia se dedican a la educación e instrucción cristiana de la juventud. En 2017, el instituto contaba con 430 religiosas y 62 comunidades, presentes en Bélgica, Bolivia, Brasil, Costa de Marfil, Egipto, España, Filipinas,Francia, Irlanda, Italia, Líbano, Reino Unido y Senegal.